# Grünfink

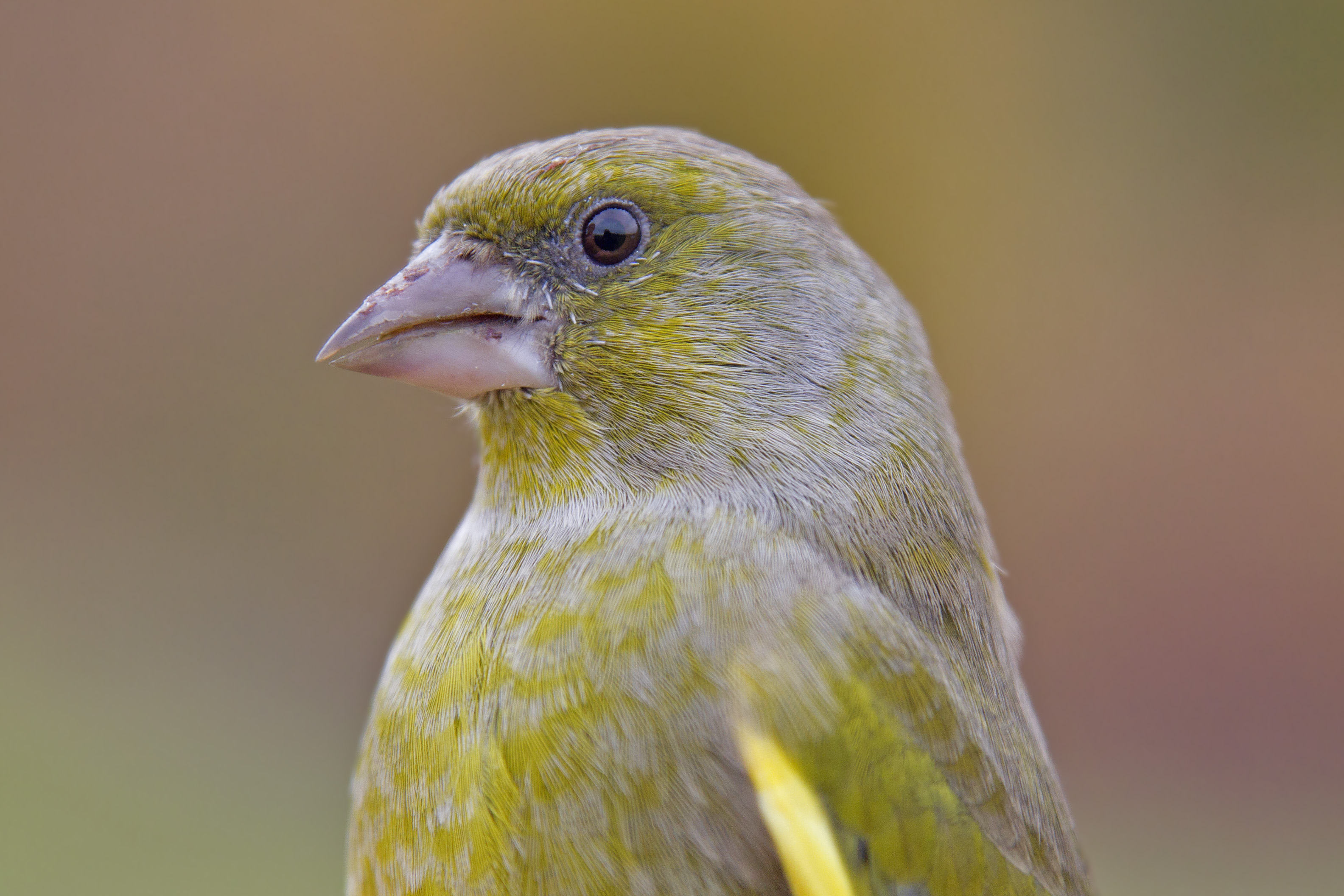
Porträt eines Grünfinkenmännchens

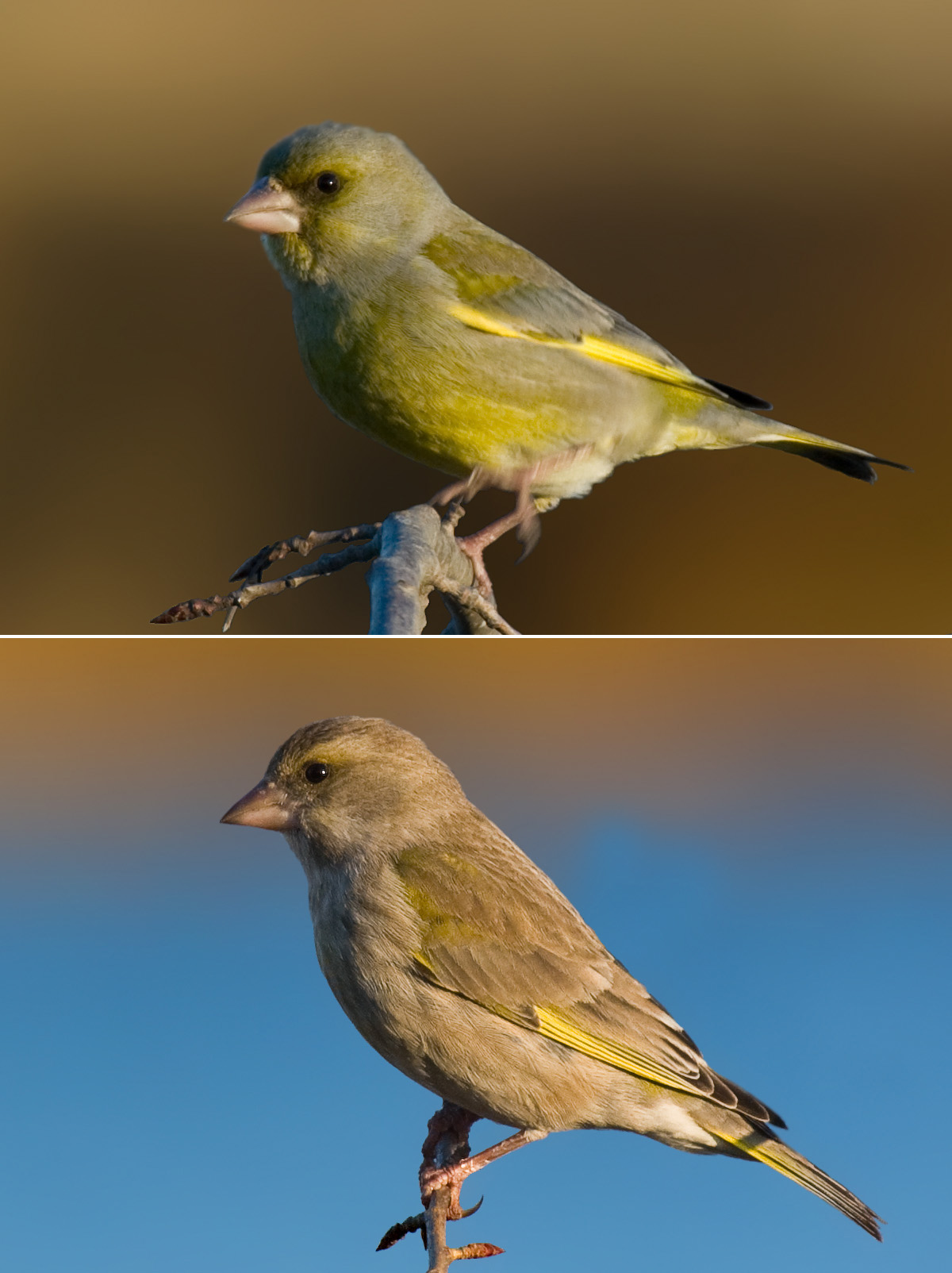
Männlicher und weiblicher Grünfink

Der Grünfink (Chloris chloris, Syn.: Carduelis chloris), auch Grünling genannt, ist ein Vogel aus der Unterfamilie der Stieglitzartigen in der Familie der Finken, der in ganz Europa, dem nördlichen Afrika und dem südwestlichen Asien heimisch ist. Der überwiegende Teil der Grünfinken sind Standvögel, einige der nördlicheren Populationen ziehen jedoch im Winter nach West- und Südeuropa.

## Merkmale
Der Grünfink ist mit 14 bis 16 cm Körperlänge etwa so groß wie der Haussperling. Der Körper, Kopf und Schnabel sind auffallend kräftig. Der Schnabel ist hell hornfarben. Die Außenfahnen der Handschwingen sind gelb, wodurch sich ein grüngelbes Flügelfeld ergibt. Beim zusammengelegten Flügel ist der Außenrand dadurch ebenfalls deutlich gelb. Die körpernahen Teile der Schwanzfedern sind ebenfalls gelb.
Das Männchen ist auf der Körperunterseite gelbgrün und auf der Oberseite graugrün. Der Bürzel ist heller grün. Die Wangen, Hals, Nacken und große Flügeldecken sind grau, die Flanken sind hellgrau. Auf den Flügeln ist ein graues Flügelfeld im Bereich der Armschwingen. Die Spitzen des Großgefieders sind dunkel. Die Kehle ist schmutzig-gelb. Die Beine sind fleischfarben.
Das Weibchen ist insgesamt deutlich matter und weniger gelb gefärbt als das Männchen. Die gesamte Körperbefiederung ist schwach längs gestrichelt. Ihre Oberseite und der Kopf sind bräunlich, die Unterseite des Rumpfes ist schwach grünlich-grau gefärbt. Die Kehle ist hell, die Wangen braun.
Das Jugendkleid ist deutlich heller, die Unterseite des Körpers weißlich mit hellgrauen Längsstreifen, die Oberseite verwaschen graubraun und schwach längs gestreift. Die gelbe Färbung des Flügels ist sehr undeutlich. Um das Auge ist ein blassgrauer Bereich. Die großen Flügeldecken haben breite, beigefarbene Endsäume. Bei Weibchen und Jungvögeln sind die Beine dunkel sandfarben. Bei allen ist die Iris dunkel.

## Stimme
Der Ruf des Grünfinks ist ein kurzes, kräftiges „jüpp“, das meist in schnellen Serien wiederholt wird. Es wird auch zu einem kurzen Trillern gesteigert, das etwa wie „djüp-rüp-rüp“ klingt. Der Ruf kann auch laut ansteigend nach „juÍT“ klingen.
Der Gesang tritt in zwei sehr unterschiedlichen Typen auf. Ein unmusikalisches, vibrierendes und krächzend nach „dschrüüüüjuh“ klingender Ton (wie das Geräusch beim Aufziehen einer Armband- oder Taschenuhr – wonach der Vogel auch den Spitznamen „Uhrmacher“ hat), der mit langen Pausen wiederholt wird. Der andere Typ (Gesangsbeispielⓘ) ist angenehmer, langgezogen und ähnelt dem des Kanarienvogels. Er besteht aus Trillern, Pfiffen und schnellem Zwitschern und klingt etwa wie „djüpp-djüpp-djüpp djürrrrrrrr tuj-tuj-tuj duÍT tjipp-tjipp-tjipp-tjipp dürdürdürdür djürrrrrrr“ oder ähnlichem. Manchmal werden auch beide Gesangstypen vermischt.

## Verbreitung und Lebensraum

### Verbreitung

Verbreitung des Grünfinks:
Brutgebiete
Ganzjähriges Vorkommen
Überwinterungsgebiete
Einführungsgebiete
Population wahrscheinlich erloschen & eingeführt

Das ursprüngliche Verbreitungsgebiet umfasst Europa, Nordafrika und Westasien. Die nördliche Grenze des Verbreitungsgebiets verläuft vom 65. Breitengrad in Skandinavien durch Mittelfinnland zum Ladogasee und etwa bis zum 60. Breitengrad im Ural. Die Südgrenze folgt im Maghreb etwa dem Nordrand der Sahara bis zu den Küsten des östlichen Mittelmeerraums. Die Westgrenze bilden die Britischen Inseln, die Iberische Halbinsel und Marokko. Im Osten reicht das Verbreitungsgebiet bis zum Ural, dem Kaukasus und den Südküsten den Kaspischen Meeres. In Zentralasien existiert ein kleines isoliertes Teilareal. Der Grünling gilt auf den Azoren, Kanarischen Inseln und Madeira als eingebürgert. Auf der Südhalbkugel gilt er in Uruguay, Argentinien, Australien und Neuseeland als eingebürgert.

### Lebensraum
Der Grünfink ist ursprünglich ein Bewohner von lichten Baumbeständen, Lichtungen oder von offenen Bereichen, die an Waldränder grenzen, sowie Ufer- und Feldgehölzen. Heute besiedelt er vor allem die verschiedensten Siedlungsformen des Menschen: Von Einzelhöfen und Weilern mit Streuobstbau bis zu Großstadtzentren mit Parkanlagen oder Friedhöfen, sofern wenigstens einzelne Bäume, Baumreihen oder begrünte Hausfassaden vorkommen.

## Fortpflanzung
Die Art brütet von April bis Juni. Das napfförmige Nest aus Halmen und Reisern mit weicher Nestmulde findet sich in Hecken und dichtem Gebüsch. Das Gelege besteht aus 5–6 weißlichen Eiern mit dunkelbraunen Flecken und Punkten. Während nur das Weibchen in 13–14 Tagen die Eier ausbrütet, füttern beide Eltern die Nestjungen. Die Nahrung besteht überwiegend aus Beeren, Knospen und Sämereien.

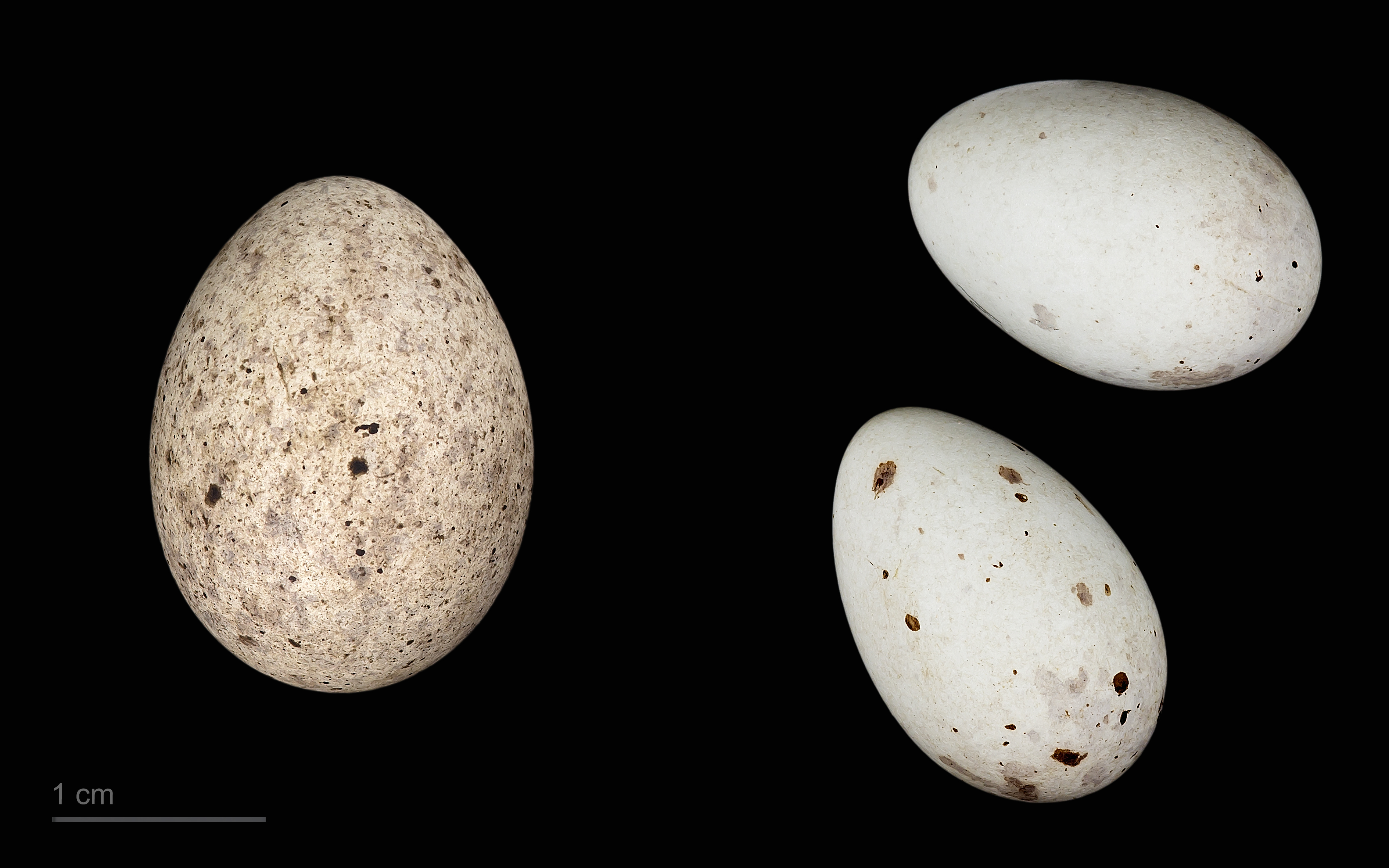
Gelege des Grünfinks (rechts) und ein Kuckucksei (links) aus der Sammlung im Museum von Toulouse
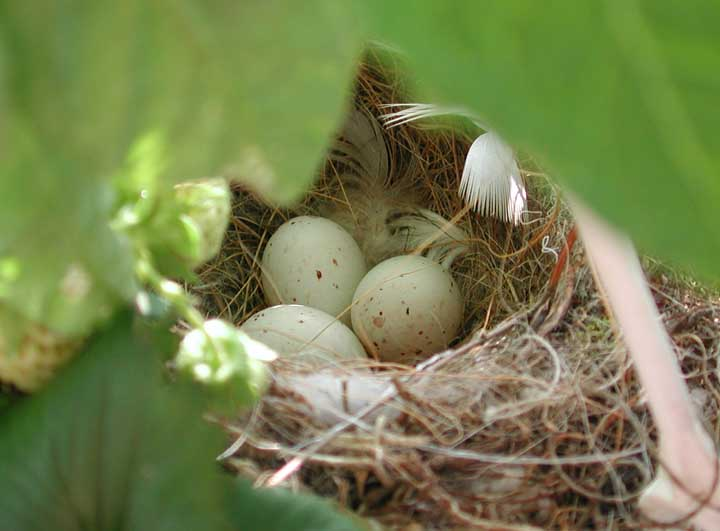
Grünfinkennest mit Eiern in einem Blumenkasten
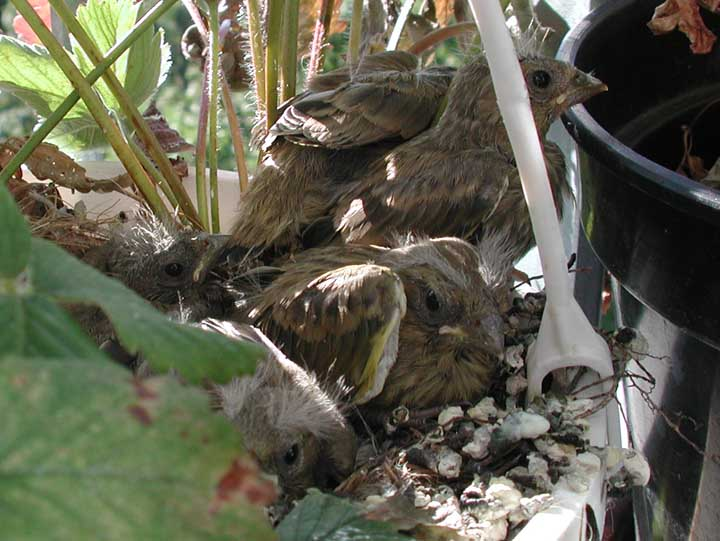
Flügge Jungvögel kurz vor dem Verlassen des Nestes
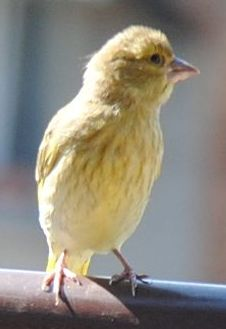
Jungvogel
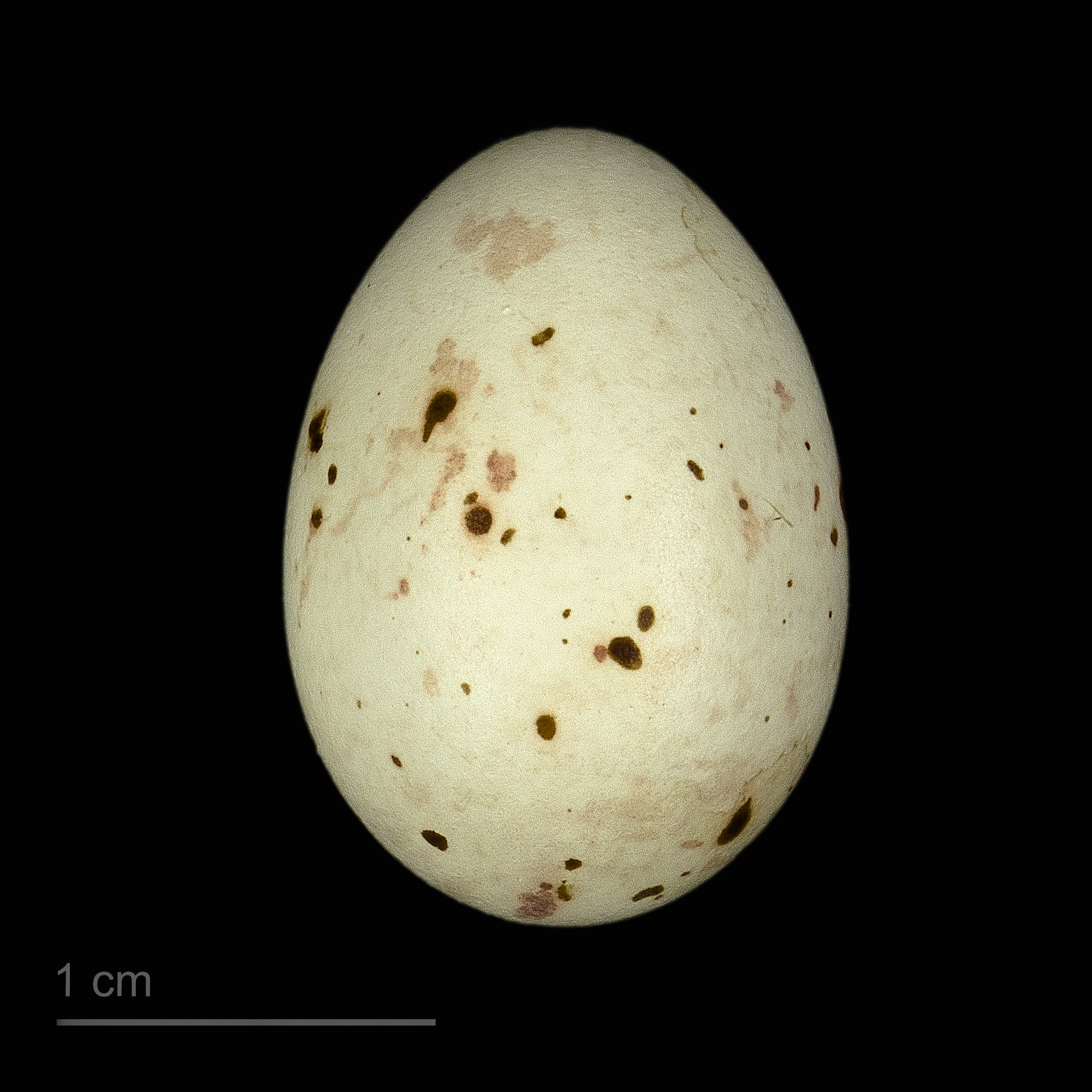
Chloris chloris aurantiiventris - Sammlung Museum von Toulouse

## Bestand
Der Bestand in Deutschland wird auf 1,7 bis 2,6 Millionen Paare geschätzt. Die Art steht damit im Jahr 2008 in der Liste der häufigen Brutvogelarten an 13. Stelle. Der Grünling wird in der Roten Liste der IUCN als „nicht gefährdet“ geführt.

## Systematik

### Externe Systematik
Die Grünfinken wurden lange Zeit in die Gattung Carduelis eingeordnet. Aufgrund phylogenetischer Untersuchungen aus dem Jahr 2012 wurde dieses Taxon allerdings in eine größere Anzahl von Gattungen aufgegliedert. Seither werden der Grünfink und die mit ihm nahe verwandten Grünling-Arten in der Gattung Chloris geführt.
Die nah verwandten Arten der Gattung Chloris sind:
- der Schwarzkopf-Grünfink (Chloris ambigua)
- der Chinagrünfink (Chloris sinica)
- der Vietnamesische Grünfink (Chloris monguilloti)
- der Himalayagrünfink (Chloris spinoides)

### Interne Systematik
Insgesamt werden zehn Unterarten unterschieden:
- C. c. harrisoni Clancey, 1940 – Großbritannien (außer nördliches Schottland) und Irland
- C. c. chloris (Linnaeus, 1758) – nördliches Schottland, Nord- und Zentralfrankreich bis westliches Sibirien
- C. c. muehlei Parrot, 1905 – Serbien und Montenegro bis Moldawien, Bulgarien und Griechenland
- C. c. aurantiiventris (Cabanis, 1851) – Südspanien bis Westgriechenland
- C. c. madaraszi Tschusi, 1911 – Korsika und Sardinien
- C. c. vanmarli Voous, 1952 – Nordwest-Spanien, Portugal and Nordwest-Marokko
- C. c. voousi (Roselaar, 1993) – Zentral-Marokko und nördliches Algerien
- C. c. chlorotica (Bonaparte, 1850) – südliche Türkei bis Nordost-Ägypten
- C. c. bilkevitchi Zarudny, 1911 – südliche Ukraine, Kaukasus und Nordost-Türkei bis Nord-Iran und südwestliches Turkmenistan
- C. c. turkestanica Zarudny, 1907 – südliches Kasachstan bis Kirgisien und Zentral-Tadschikistan

## Grünfinkensterben 2009
Seit Anfang Mai 2009 wurde im Norden Deutschlands ein massenhaftes Sterben von Grünfinken infolge einer Trichomonadose, einer Infektion mit dem Einzeller Trichomonas gallinae, beobachtet. Nach Schätzungen des NABU verendeten deutschlandweit mehrere Zehntausend Vögel an dieser Erkrankung.
Als Trichomonaden-Infektionsquelle kommt neben dem direkten Kontakt der Tiere untereinander vor allem Trinkwasser an Futterstellen in Frage, in dem der Erreger bis zu 24 Stunden überleben kann. An solchen Sammelpunkten der Vögel ist die Gefahr der Krankheitsübertragung besonders groß. Der NABU rief daher im Juli 2009 dazu auf, Wildvögel nicht zu füttern und Vogeltränken vorerst aus dem Garten zu entfernen.
Krankheitssymptome sind in erster Linie starkes Aufplustern, lethargisches Verhalten (der Vogel wirkt apathisch oder auch schläfrig, z. T. kurzatmig), fehlender Fluchtreflex, zudem  Schluckbeschwerden oder ein verklebt wirkender Schnabel. Die Tiere sterben dann innerhalb kurzer Zeit. Eine erfolgreiche medikamentöse Behandlung erkrankter Tiere ist nicht möglich.

## Belege